# Bloody Panda
Bloody Panda — американская дум-метал-группа из Нью-Йорка.

## История

### Создание (2003—2004)
Группа была образована в 2003 году Ёсико Охарой, художницей из Осаки, Япония, которая «решила потратить все свои сбережения на поездку в Нью-Йорк с мыслью, что она переедет в Америку, чтобы заниматься музыкой, несмотря на тот прискорбный факт, что она не умела играть на каком-либо инструменте». Затем Охара разместила рекламу для поиска участников группы, которая гласила: «Ищу гитариста, басиста и барабанщика, чтобы как можно скорее создать самую большую группу в мире. У них должны быть темные личности». Одно такое объявление, размещенное в местном музыкальном магазине, привлекло внимание Джоша Ротенбергера (гитара), Брайана Кэмпфайра (бас) и Блейка Макдауэлла (орган), которые откликнулись и впоследствии присоединились к проекту Охары, в конечном итоге дополненному джазовым барабанщиком Дэном Вайсом.

### Туры (2005—2006)
В период с 2005 по 2006 год квинтет выступал в Нью-Йорке на разогреве у таких исполнителей, как Akron / Family, Genghis Tron и Mouth of the Architect. Журнал College Music Journal прокомментировал живые выступления Bloody Panda, заявив: «Известная своими смелыми сценическими шоу группа выступает в капюшонах и мантиях палача, похоже на Йоко Оно, которая встретила Black Sabbath (или Sunn O))))». Группа выпустила на лейбле Holy Roar сплит-альбом с авангардной метал-группой Kayo Dot в начале 2007 года, а также записала кавер-версию песни Eyehategod «Anxiety Hangover» для трибьют-альбома For the Sick. В это время дебютный альбом «загадочной метал-группы с инди-рок-названием» стал одним из самых ожидаемых полноформатных альбомов 2007 года.

### Pheromone(2007)
Спродюсированный Джейсоном Маркуччи, который ранее работал с The Flaming Lips и The White Stripes, первый полноформатный альбом Bloody Panda «Pheromone» был выпущен в апреле 2007 года лейблом Level Plane Records, который подписал контракт с группой ранее в том же году.

### Summon(2009-н.в.)
Второй альбом, Summon, был выпущен в 2009 году на лейбле Profound Lore.

## Состав

### Нынешний состав
- Брайан Кэмпфайр — бас-гитара, сэмплы и бэк-вокал
- Лев Вайнштейн — барабаны
- Джош Ротенбергер — гитара и синтезатор
- Ёсико Охара — вокал
- Блейк Макдауэлл — орган и бэк-вокал
- Джерри Мак — горловое пение и вокал

### Бывшие участники
- Майкл Харрифф — барабаны
- Дэн Вайс — барабаны
- Ричард Шварц — барабаны

## Дискография
- Promo (EP) (2004)
- Kayo Dot/Bloody Panda (сплит) (2006)
- Pheromone (2007)
- Summon (2009)
- Summon: Invocation (2011)